# Urtica portosanctana
Urtica portosanctana är en nässelväxtart som beskrevs av J.R. Press. Urtica portosanctana ingår i släktet nässlor, och familjen nässelväxter. Inga underarter finns listade i Catalogue of Life.